# Ko Samui
Ko Samui (ook wel Koh Samui, Thai: เกาะสมุย) is een eiland gelegen in de Golf van Thailand, ongeveer 560 km ten zuiden van Bangkok. Het behoort tot de provincie Surat Thani. Het is het derde eiland van Thailand qua grootte (ongeveer 250 km²) na Phuket en Ko Chang. Het ligt 32 km uit de kust (gerekend vanaf Don Sak, het vertrekpunt van de veerboot) en het maakt deel uit van een archipel van tientallen eilanden; het merendeel daarvan is onbewoond.

## Geschiedenis

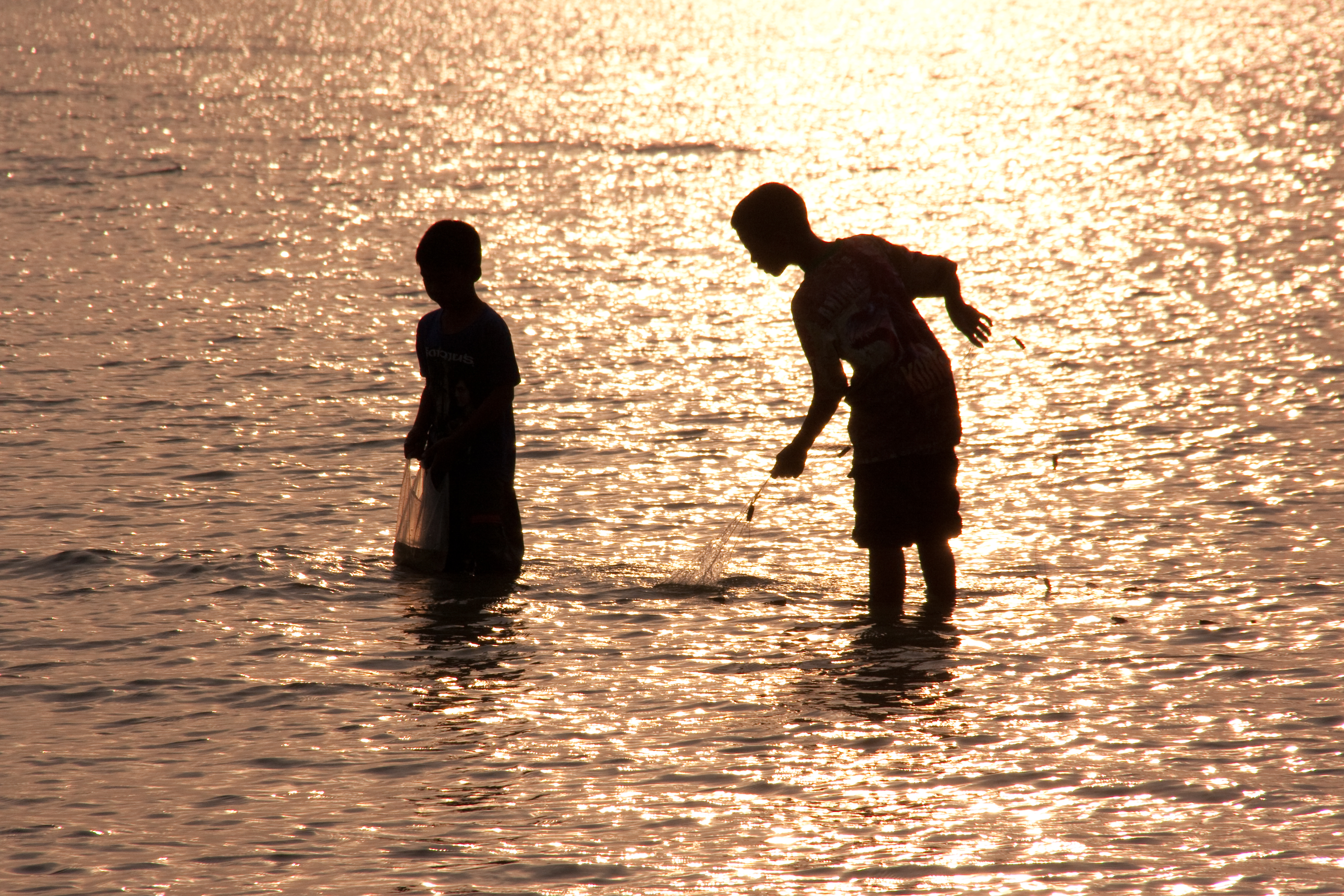
Kinderen tijdens het vissen in Nathon

De vroegste geschiedenis van het eiland is niet bekend. Vissers waren de eerste bewoners en zij vestigden zich ongeveer 1500 jaar geleden op het eiland. De wateren rond het eiland waren bijzonder visrijk en vooral de noordkust van Ko Samui, langs de stranden van Lamai en Maenam, bood voldoende bescherming tegen de invloeden van de oceaan.
Op oude Chinese kaarten uit de 17e eeuw (uit de Ming-dynastie) wordt Ko Samui vermeld als 'Culo Cornam'. De huidige naam van het eiland zou zijn afgeleid van het Chinese woord voor 'veilige haven'. In de 17e en 18e eeuw fungeerde het eiland als een rustpunt in de handelsroute van India naar China en volgens overlevering gebruikten Chinese zeevaarders het eiland voor reparatiewerkzaamheden en bunkerfaciliteiten. Chinese immigranten (afkomstig van het eiland Hainan) arriveerden zo'n 150-200 jaar geleden en dit betekende het begin van de kokospalmexploitatie op commerciële basis. De Chinese immigranten werden gevolgd door moslimimmigranten uit Pattani op het vasteland.
Tijdens de Tweede Wereldoorlog werd het eiland kort bezet door het Japanse leger.
Zeker tot de jaren zestig van de twintigste eeuw kende het eiland een zeker isolement. Het eiland had geen infrastructuur van betekenis en de enige verbinding met het vasteland vergde enkele uren varen met de veerboot.
In 1967 werd besloten tot het aanleggen van een ringweg op het eiland. De periode 1967-1973 werd benut voor het creëren van een wegtracé door het dichtbeboste gebied. Bovendien moest voor sommige rotsachtige trajecten (zoals tussen Lamai en Chaweng) gebruikgemaakt worden van springstof en zwaar materieel. In 1973 besloot de regering tot het doen aanleggen van een betonweg op het vrijgemaakte tracé van 52 km.
Tot de komst van de eerste toeristen in de jaren zeventig van de 20e eeuw, leefde de bevolking van visvangst en van de exploitatie van de kokospalmplantages.

## Geografie

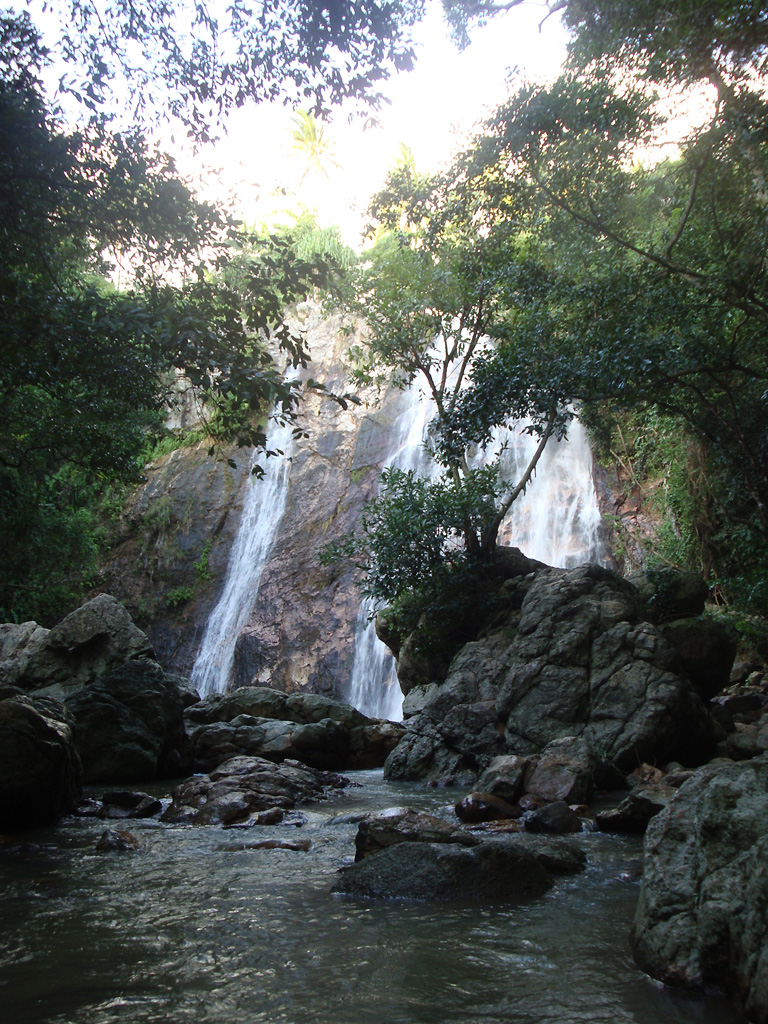
Na Muang waterval

Ko Samui kent drie min of meer parallel lopende bergachtige ruggen die van het noordwesten naar het zuidoosten lopen. De centrale bergrug varieert in hoogte van 320 meter tot 636 meter (Khao Yai). De meest oostelijke bergrug heeft een maximale hoogte van 423 meter hoog. Tussen de centrale bergrug en de kleine westelijke rug van Khao Kwang (355 meter) loopt de ringweg van Nathon naar de oostkust bij Hua Thanon.

De centrale delen van het eiland kennen een dichte begroeiing afgewisseld door talrijke kokospalmplantages. Het overgrote deel kent een bergachtige structuur en is niet erg toegankelijk. Vanuit het centrale deel lopen talrijke waterstromen naar de lagere kuststreken. Er zijn op verschillende plaatsen watervallen (zoals de Na Muang waterval, 40 meter hoog).
Het eiland is overdekt met kokospalmplantages (Cocos nucifera). De exploitatie vormt een van de steunpilaren van de lokale economie, naast visvangst en toerisme. Maandelijks worden 2 miljoen kokosnoten naar Bangkok verscheept. De kokospalm levert ongeveer 75 noten per jaar, die met behulp van apen worden geplukt. Getrainde apen plukken gemiddeld 800 noten per dag. Op Ko Samui zelf is de belangrijkste toepassing van de kokos culinair. Kokosroom is een ingrediënt voor het bereiden van soepen, sauzen, zoetigheden en (alcoholische) dranken. Op commerciële basis wordt kopra gemaakt, de basis voor kokosnootolie. Door de lage prijzen op de wereldmarkt staan de kokospalmplantages onder druk. Steeds meer boeren verkopen hun aanplant omdat het hout meer opbrengt. Naast kokosnoten brengt het eiland ook bananen, mango's, papaja's en cashewnoten voort.

### Bestuurlijke indeling
Het eiland Ko Samui is een tambon (gemeente). Sinds 1896 is Ko Samui ook een amphoe (district) van de provincie Surat Thani. De hoofdstad is Surat Thani. De amphoe omvat ook een aantal kleinere eilanden en wordt onderverdeeld in 7 tambons (subdistricten):
| 1. Ang Thong 2. Li Pa Noi 3. Taling Ngam 4. Na Mueang 5. Ma Ret 6. Bo Phut 7. Maenam |

## Klimaat
Ko Samui heeft een tropisch klimaat. Het klimaat wijkt af van de rest van het land door de ligging in de Golf van Thailand. De maximum temperatuur varieert veelal tussen de 28 en 35 graden, waarbij deze laatste waarde vooral in de maanden april tot en met september wordt bereikt. In de maanden december en januari kan de minimumtemperatuur weleens zakken tot de 20 gradengrens. Vanaf augustus begint langzaam de zuidoost-moesson te waaien die vanaf oktober op volle sterkte is.
| Maand                                                       | jan | feb | mrt | apr | mei | jun | jul | aug | sep | okt | nov | dec | Jaar  |
| ----------------------------------------------------------- | --- | --- | --- | --- | --- | --- | --- | --- | --- | --- | --- | --- | ----- |
| Gemiddeld maximum (°C)                                      | 29  | 30  | 31  | 32  | 33  | 32  | 32  | 32  | 32  | 31  | 30  | 29  | 33    |
| Gemiddeld minimum (°C)                                      | 24  | 25  | 26  | 26  | 26  | 26  | 25  | 25  | 25  | 24  | 24  | 24  | 24    |
|                                                             |     |     |     |     |     |     |     |     |     |     |     |     |       |
| Neerslag (mm)                                               | 138 | 58  | 78  | 77  | 146 | 113 | 123 | 119 | 117 | 290 | 490 | 209 | 1.956 |
| Bron: World Weather Information Service: Ko Samui, Thailand |     |     |     |     |     |     |     |     |     |     |     |     |       |

## Infrastructuur
In de laatste 15 jaar is de infrastructuur op het eiland verbeterd. Dat neemt niet weg dat de ontwikkeling van de publieke voorzieningen nog steeds geen gelijke tred houdt met de koortsachtige bouwactiviteiten in de private (aan het toerisme gelieerde) sector. Zware regenval in het najaar van 2005 veroorzaakte grote schade door onvoldoende capaciteit van het waterafvoersysteem. Inmiddels heeft de nationale regering toegezegd zowel de wegen als de waterwerken (aan- en afvoer) te verbeteren. In 2006 is men begonnen met structurele maatregelen om de waterafvoer beheersbaar te maken. Een van die maatregelen is het bouwen van iets meer dan 4.000 kleine dammen in de waterlopen om het water stroomopwaarts langer vast te houden. Een ander plan betreft het planten van diepwortelende grassoorten om bodemerosie tegen te gaan. Problematisch is nog steeds de waterzuivering en de afvalverwerking. Daardoor wordt met name het kwetsbare mariene ecosysteem van de wateren rondom Ko Samui bedreigd.

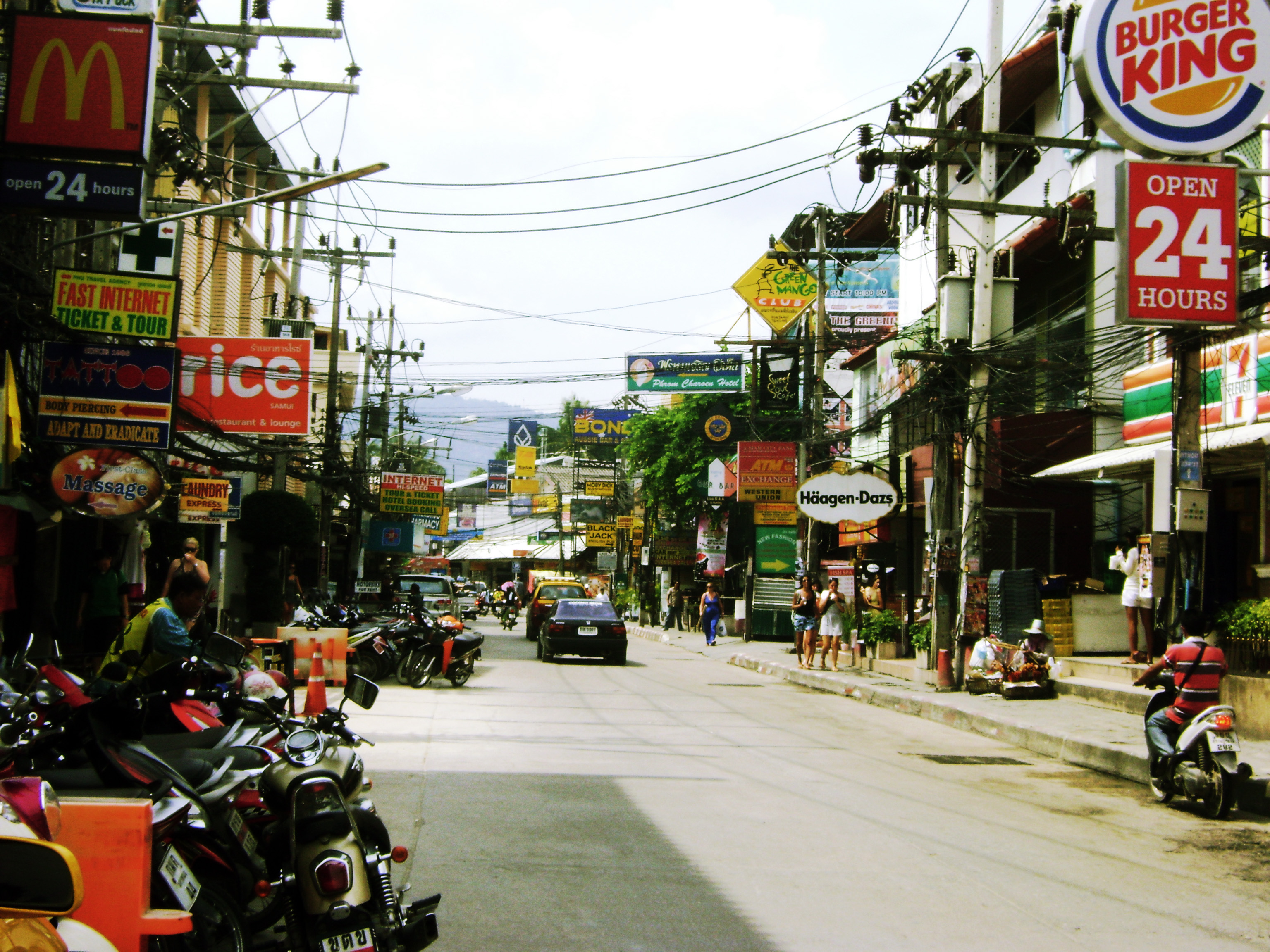
Centrum Chaweng

De capaciteit en de kwaliteit van de ringweg staan onder grote druk door de toename van het vracht- en het bouwverkeer. Chaweng beschikt sinds kort over een tweede ontsluitingsweg langs Chaweng Lake ter ontlasting van de drukke Beach Road. Ook de elektriciteitsvoorziening is verbeterd doordat nu nieuwe hoogspanningskabels beschikbaar zijn. Met de aanleg van een nieuwe havenpier bij Nathon moet de aan- en afvoer van goederen richting vasteland worden verbeterd.
Aangescherpte bouwvoorschriften moeten voorkomen dat het landschap wordt ontsierd (op veel plaatsen is het effect van de gebrekkige planning goed zichtbaar). Bouwen gaat officieel niet meer zonder bouwvergunning. Vanaf de kustlijn onderscheidt men verschillende bouwzones. Tot 10 meter uit de kust mag niet worden gebouwd. Tussen 10 en 50 meter niet hoger dan 6 meter en de oppervlakte van het gebouw is beperkt tot 75 m². De derde zone (50-200 meter uit de kust) kent een hoogtebeperking van 12 meter en de bebouwde oppervlakte mag de 2000 m² niet overschrijden.
De sterke groei van de toeristensector is ook bevorderlijk geweest voor de ontwikkeling van de commerciële dienstverlening. Er is een groeiende behoefte aan ruimte voor de snel ontwikkelende kantorensector (ICT-faciliteiten, verzekeringen, reisbureaus, projectontwikkelaars en andere vormen van zakelijke dienstverlening) en de detailhandel. Tesco Lotus was de eerste hypermarkt in 2003. Er zijn inmiddels vele kleine en grote supermarkten, waaronder meer dan 100 van 7-Eleven.

## Bevolking
De officieel geregistreerde bevolking telde in 2002 40.490 personen. Ze noemen zichzelf chao Samui (volk van Samui) en niet chao Thai, omdat ze grote waarde hechten aan de lokale cultuur. Het grootste deel van de lokale bevolking is boeddhist, een klein deel moslim.
Naast deze lokale bevolking is er een groot aantal personen afkomstig uit andere delen van Thailand. Er zijn naar schatting zo'n 50.000 "gastarbeiders" uit verschillende provincies in Thailand werkzaam in de toeristenindustrie. Daarbij komen nog eens ongeveer 10.000 bouwvakkers van elders. Verder zijn er duizenden personen uit het buitenland die permanent of regelmatig voor langere perioden op het eiland verblijven.
Het aantal toeristen, dat voor een relatief korte periode komt, bedroeg in 2001 837.000.

## Toerisme
De toeristische ontwikkeling begon rond 1970 met de komst van rugzaktoeristen. Op zoek naar nog relatief ongerepte gebieden bleek Ko Samui een uitstekende bestemming. Het lag geïsoleerd (er was slechts een nachtboot met een vaartijd van meer dan zes uur of men moest van kokosnootboten gebruikmaken), kende nauwelijks faciliteiten en was daarom interessant.

Inmiddels heeft het massatoerisme het eiland ook gevonden. In 1999 bezochten 776.000 toeristen het eiland, in 2000 waren er dat 823.000 en in 2001 837.000. Sinds 2000 kent het eiland een stormachtige ontwikkeling op het vlak van villabouw en resortontwikkeling. Feitelijk betekent dit een derde fase in de toeristische ontwikkeling. De bouwactiviteiten zijn vooral zichtbaar in Chaweng, Bophut, Maenam en Lamai.

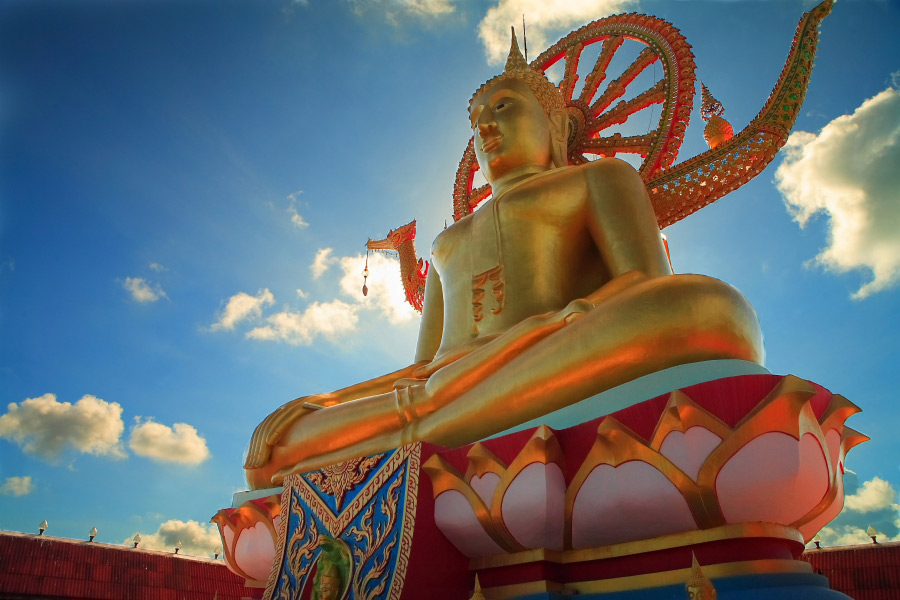
Big Buddha

Chaweng Beach aan de oostkust is het grootste en meest ontwikkelde strand, met een typische mix van luxe hotels en backpackers guesthouses en een wild nachtleven. Lamai, ten zuiden van Chaweng, is Samui's "tweede" strand; meer backpackers dan in Chaweng maar ook snelgroeiend.

### Bezienswaardigheden
- De Grote Boeddha (Wat Phra Yai) bij het dorpje Bang Ruk op de noordoostelijke punt is 15 meter hoog en werd gebouwd in 1972.
- De 40 meter hoge Na Muang waterval.
- Wat Khunaram Ko Samui is een tempel die bekend is vanwege de gemummificeerde monnik die daar te zien is.
- De rotsen Grandmother and Grandfather danken hun naam omdat ze lijken op de mannelijke en vrouwelijke geslachtsorganen en zijn hierdoor een grote toeristenattractie geworden.
- Dagexcursie per boot naar het prachtige Ang Thong National Marine Park.

## Verkeer en vervoer
Er is een dagelijkse veerdienst vanaf Don Sak op het vasteland en een vliegveld (Samui Airport), waardoor het aantal toeristen snel is toegenomen. Bangkok Airways voert per dag meer dan 40 vluchten uit naar Bangkok, Phuket, Pattaya, Krabi en Singapore.

## Overleden
- Peter Dubovský (1972-2000), Slowaaks voetballer
- Hans Vermeulen (1947-2017), Nederlands zanger, componist, producer, gitarist en toetsenist
- Marian de Garriga (1935-2000), Nederlandse componiste

## Foto's

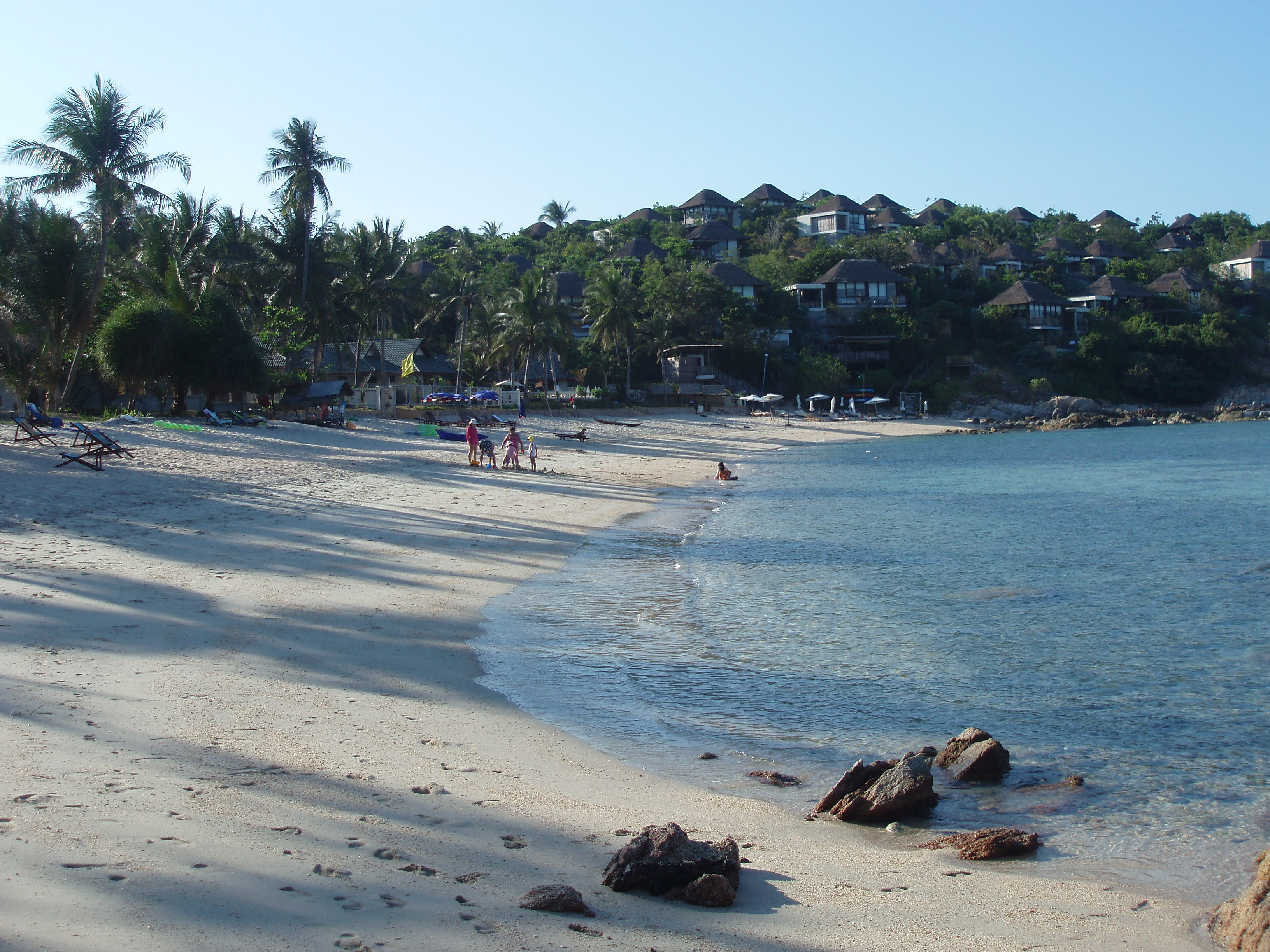
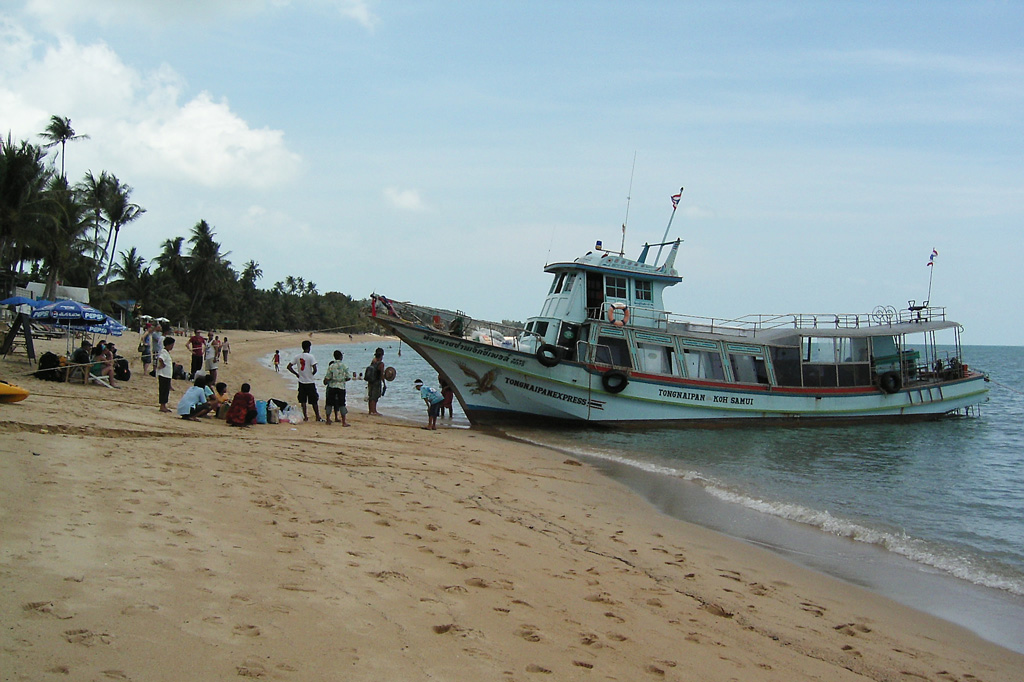
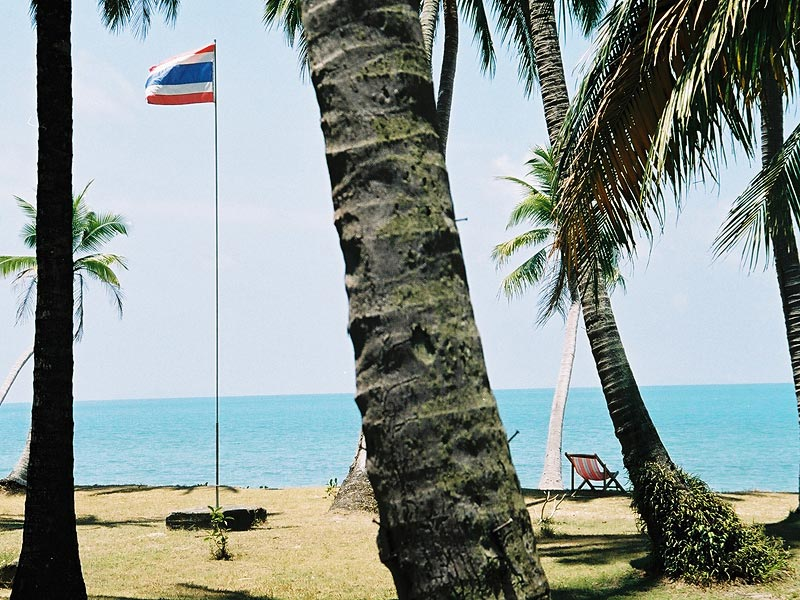
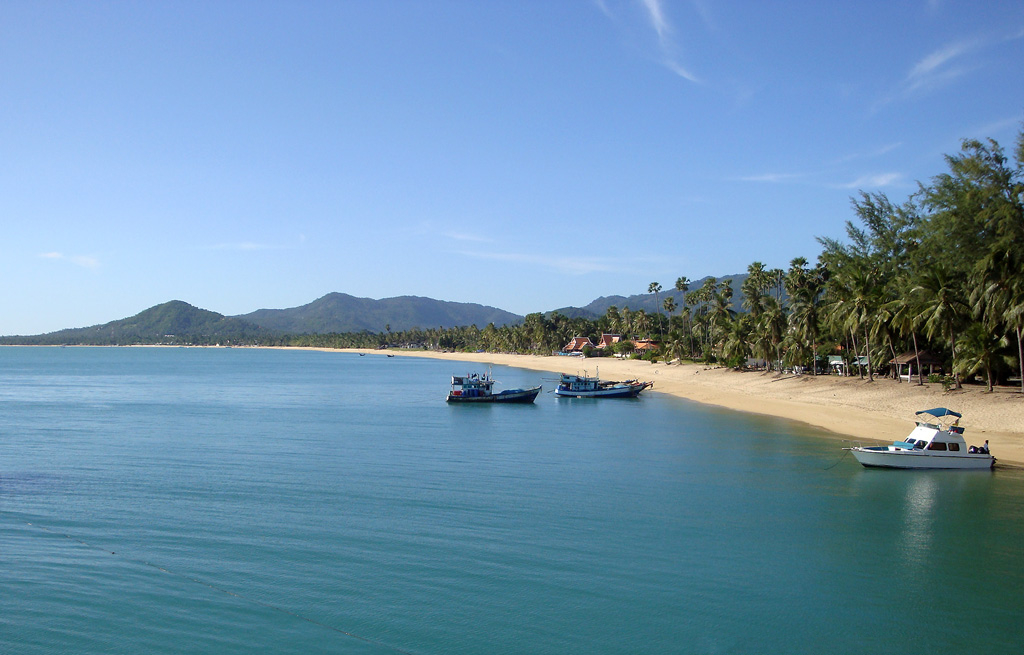
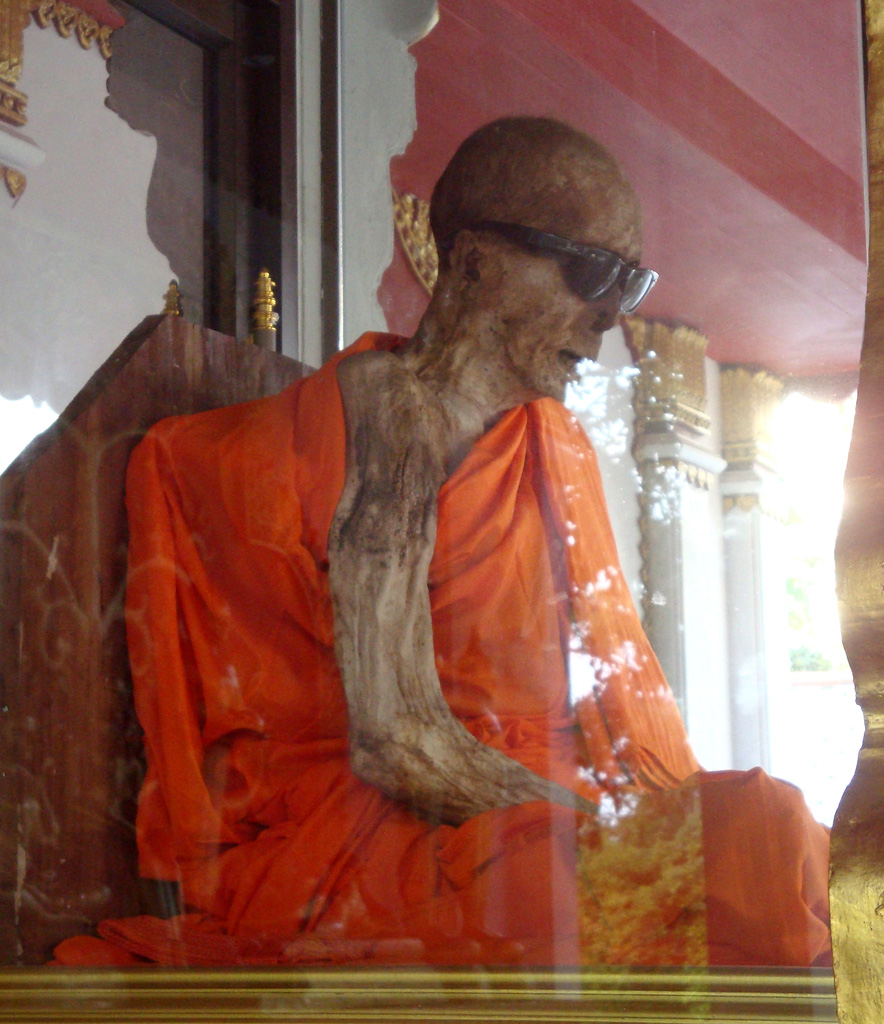